# ليزلي غراهام
ليزلي غراهام (بالإنجليزية: Leslie Graham)‏ (14 مايو 1924 المملكة المتحدة - 1 يناير 1998) هو لاعب كرة قدم بريطاني.